# 알프레도 바르네체아

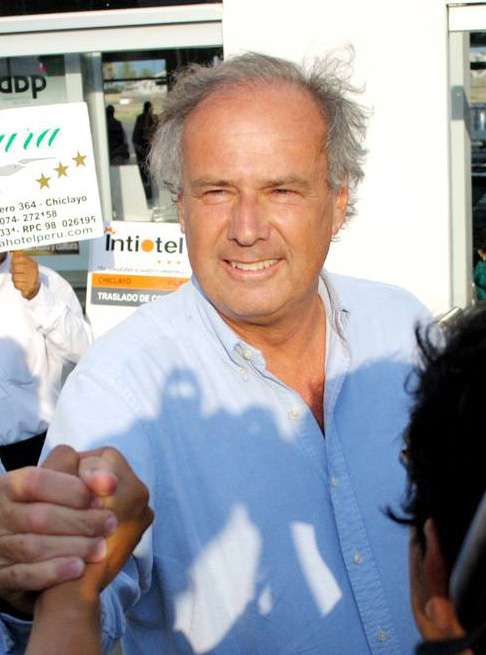

아이작 알프레도 바르네체아 가르시아(스페인어: Isaac Alfredo Barnechea García, 1952년 5월 19일 ~ )는 페루의 언론인 출신 정치인이다. 2016년 인민행동당(AP) 대통령 후보로 출마했으나 4위로 낙선했다. 2021년 대선을 앞두고 현재 유력 대권주자 중 한 명으로 거론되고 있다.
언론인 시절이던 1978년부터 1980년까지 TV 인터뷰 프로그램 "Contacto Directo"를 진행했으며, 이 시기 군사독재정권의 감독을 받았다. 그 후 지금까지 스페인어 신문 엘 파이스의 칼럼니스트로 활동하고 있는 중이다. 페루의 주간지 카레타스에서도 활동하고 있으며, 페루의 정치 및 경제에 관한 저서 6권을 작성한 바 있다.

## 정치 활동
본래 아메리카 혁명인민동맹의 당원으로, 1983년 리마 시장 선거에 도전했으나 좌파 성향의 알폰소 바란테스 링간에 밀려 낙선했다. 알란 가르시아 정권 시절이던 1985년 7월 26일 국회의원으로 당선되었으나, 1987년 가르시아 정권의 은행 국유화 추진에 반발하며 탈당했다.
1992년 하버드 케네디 스쿨에서 행정학 석사 학위를 취득했으며, 이후 미주개발은행 및 안데스 공동체에서 근무했다.
2013년 인민행동당에 입당했으며, 2016년 대선을 앞두고 인민행동당의 대통령 후보로 선출되었다. 한때 훌리오 구스만 및 세사르 아쿠냐 페랄타의 후보 등록이 박탈되면서 지지율 2위를 찍기도 했지만, 본선에서 6.7%의 득표율로 게이코 후지모리, 페드로 파블로 쿠친스키, 베로니카 멘도사 후보에도 밀려 4위로 낙선했다.

## 사생활
하비에르 페레스 데 케야르 전 UN 사무총장의 의붓딸 클라우디아 가노사 템플레와 결혼했으며, 슬하에 3명의 자녀를 두고 있다.

## 역대 선거 결과
| 선거명      | 직책명        | 대수 | 정당                  | 1차 득표율 | 1차 득표수  | 2차 득표율 | 2차 득표수 | 결과 | 당락 |
| ----------- | ------------- | ---- | --------------------- | ---------- | ----------- | ---------- | ---------- | ---- | ---- |
| 1983년 선거 | 리마 시장     | 62대 | 아메리카 혁명인민동맹 | 27.10%     | 434,006표   |            |            | 2위  | 낙선 |
| 2016년 선거 | 페루의 대통령 | 59대 | 인민행동당            | 6.97%      | 1,069,360표 |            |            | 4위  | 낙선 |